# 中央合同庁舎第7号館
中央合同庁舎第7号館（ちゅうおうごうどうちょうしゃだいななごうかん、英語：Central Government Building No.7）は、東京都千代田区霞が関三丁目にある日本の中央省庁の合同庁舎である。

## 概要
中央官衙地区における7番目の中央合同庁舎として、文部科学省（旧文部省）旧庁舎並びに会計検査院旧庁舎の建て替えにより建設された。

## 沿革

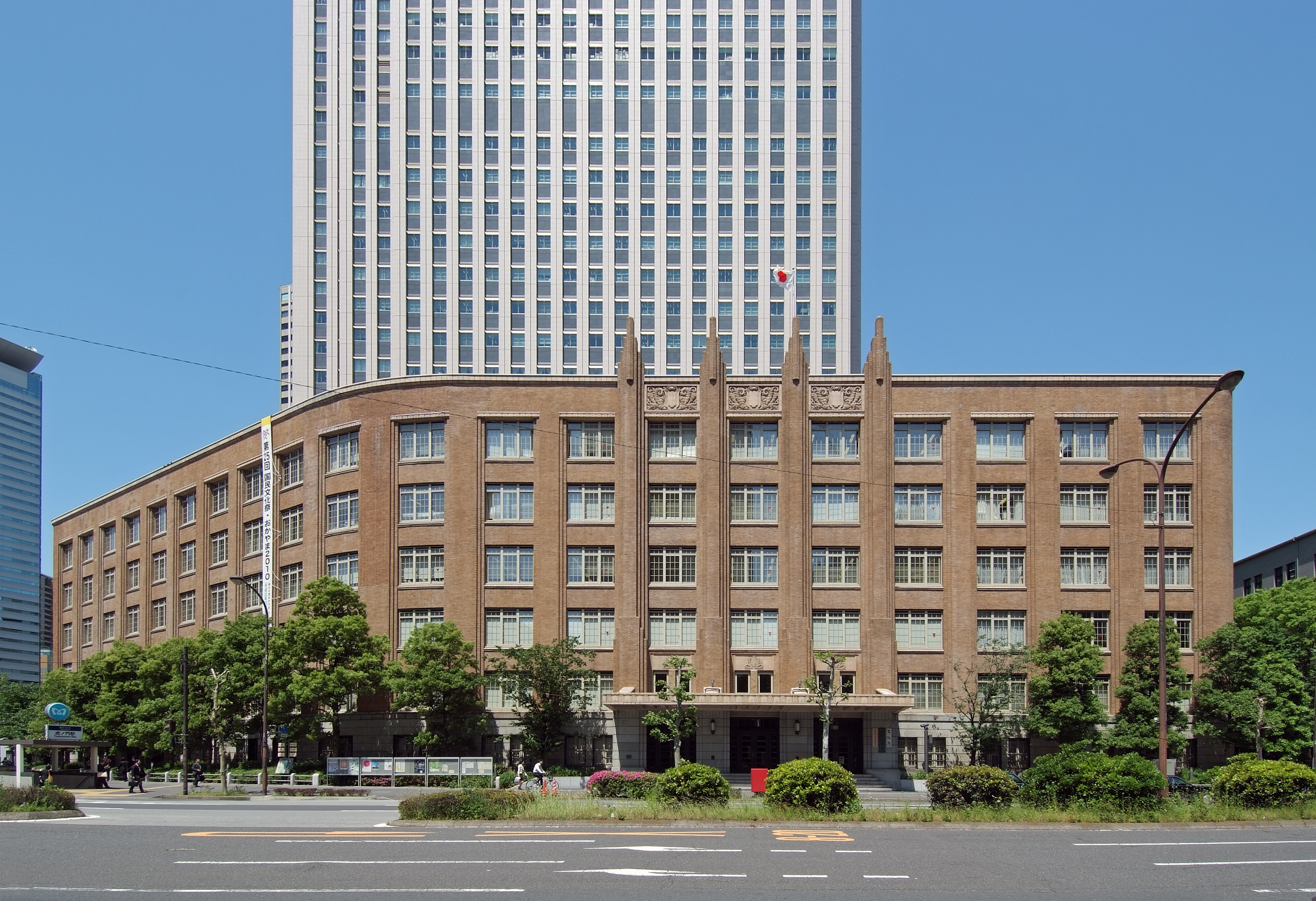
中央合同庁舎第7号館旧文部省庁舎（手前）と同東館（奥）

それまで文部科学省は1933年（昭和8年）建設の庁舎で業務を行っていたが、築後70年以上が経過し、経年劣化による老朽化に加え、業務量増大に伴い施設が手狭になり、日本郵政本社ビル（旧郵政省庁舎）に内部部局の一部を移して業務を行っている状況にあった。また、業務上文部科学省との緊密な連携を要する機関である国立教育政策研究所は中央官衙地区から離れた目黒区下目黒にあり、業務効率の低下を招いていた。加えて、隣接地にあった会計検査院も、書庫が手狭なため江東区佐賀の民間施設を借り上げていた状況であり、これらの集約も急務となっていた。こういった状況の解決のために建設されたのが本庁舎である。
本庁舎の建設に当たっては、国の官庁庁舎整備においてPFI手法を導入する先駆的事例となった。具体的には、PFI事業者により「中央合同庁舎第7号館」「PFI事業者による民間収益施設」「市街地再開発事業により合築する民間施設」を敷地内に一体的に整備し、庁舎の運営管理を委ねるというものである。庁舎整備の事業主体は官庁営繕を担当する国土交通省が担当し、庁舎の維持管理運営代表として文部科学省が加わっている。庁舎の建て替えの実施とともに、都市再生機構の「霞が関三丁目南地区第一種市街地再開発事業」も並行して実施され、庁舎に隣接する周辺街区が一体的に整備された。この計画は「霞が関R7プロジェクト」と命名され、官民共同で両事業が進められた。
再開発地区名としては『霞が関コモンゲート』の呼称が与えられ、西館の一部と、商業施設専用棟であるアネックス（霞が関コモンゲートアネックス）は民間企業向けに開放されている。維持管理および運営は、新日鉄エンジニアリングらの出資により設立された『霞が関7号館PFI』が2021年度まで担うことになっている。また、霞が関コモンゲート内に隣接して設置された民間商業施設については、霞が関7号館PFIが2034年度まで所有し運営することになっている。
なお、民間取得床のある西館については、官庁庁舎としては『中央合同庁舎第7号館西館』として、民間企業向けには『霞が関コモンゲート西館』として呼ばれている。この建物名の違いの経緯については、霞が関地区整備、活用有識者懇談会の審議にて、国土交通省が「民間の事業者の方々が、ブランドをつけて売りたいというので、民間の部分はそう呼んで結構です。ただ、官庁のほうは、7号館ということに切り分けをした」と説明している。

## 施設

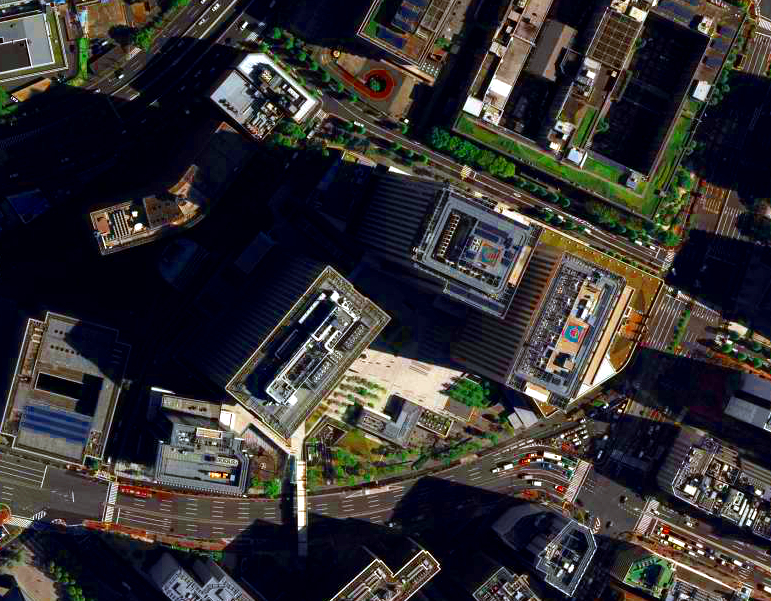
霞が関コモンゲート周辺の航空写真。中央に中央合同庁舎第7号館西館が見え、そこから右に同東館、同旧文部省庁舎が順に並ぶ（2009年4月27日撮影）

合同庁舎としては、2棟の超高層ビルである「東館」「西館」と、「文部科学省・文化庁庁舎（旧文部省庁舎）」から成る。エリア全体の概要については霞が関コモンゲートの項を参照のこと。

### 東館
- 階数：地上33階、塔屋1階、地下2階
- 高さ：最高部156.67m、建築物156.67m、軒高155.82m
- 延床面積：132,253m2
- 構造：S造
- 設計：久米設計、大成建設、新日本製鐵
- 施工：大成建設、新日本製鐵、日本電設、三菱重工業JV
- 着工：2005年1月7日
- 竣工：2007年10月2日

「官庁棟」とも呼ばれ、下層階（3階から18階）に文部科学省と国立教育政策研究所および科学技術・学術政策研究所が、上層階（20階から32階）に会計検査院が入居する。

### 西館
- 階数：地上38階、塔屋1階、地下3階
- 高さ：最高部175.78m、建築物175.78m、軒高173.63m
- 延床面積 ： 118,713m2
- 構造：S造
- 設計：久米設計、大成建設、新日本製鐵
- 施工：大成建設、新日本製鐵、日本電設、三菱重工業JV
- 着工：2005年1月7日
- 竣工：2007年10月2日

下層階（2階から18階）が金融庁が入居する官庁部分で、上層階が財団法人霞山会、住友不動産およびPFI事業者が賃貸する民間取得床であり、「官民棟」とも呼ばれる。

### 文部科学省、文化庁庁舎（旧文部省庁舎）
- 階数：地上6階
- 構造 	SRC造
- 建築面積：4,118m2
- 延床面積：23,726m2

従前から存在した旧文部省庁舎（1933年落成）の一部を、東館を囲むように保存したもので、「保存棟」とも呼ばれる。文化庁と文部科学省の一部の機関が入居する。

## 年表
- 2001年6月14日 - 都市再生プロジェクトの第1次決定（都市再生本部）において、PFI手法による文部科学省・会計検査院の整備（建て替え）の検討が決定[2][4]。
- 2002年6月 - 実現性の検討を経て、民間資金等の活用による公共施設等の整備等の促進に関する法律（PFI法）に基づき実施方針を公表[2]。
- 2002年8月 - PFI法に基づき特定事業として選定[2]。
- 2003年4月24日 - 新日鉄エンジニアリングを中心とする事業体『霞ヶ関7号館PFI株式会社』[6]をPFI事業者に選定[4]。
- 2005年1月7日 - 着工[4]。
- 2007年10月2日 - 竣工[4]。
- 2008年1月 - 官庁施設としての使用を開始[4]。
- 2011年度 - 日本建設業連合会主催第52回BCS賞受賞[1]。